# Arteria rectal inferior
La arteria rectal inferior, conocida tradicionalmente como arteria hemorroidal inferior, es una arteria que se origina como rama intrapélvica de la arteria pudenda interna e irriga la mitad inferior del canal anal. No presenta ramas importantes.

## Trayecto
Nace de la arteria pudenda interna cuando esta pasa sobre la tuberosidad isquiática.
Perforando la pared del conducto pudendo, se divide en dos o tres ramas que cruzan la fosa isquio-anal, se distribuyen hacia los músculos e integumento de la región anal, y envían ramificaciones alrededor del borde inferior del músculo glúteo mayor hacia la piel de la nalga.
Se anastomosan con los vasos correspondientes del lado opuesto, y con la arteria rectal superior, la arteria rectal media y la arteria perineal.

## Distribución
Distribuye la sangre hacia el esfínter externo del ano los tegumentos que lo cubren; se anastomosa con las divisiones terminales de la arteria rectal superior.

## Imágenes adicionales

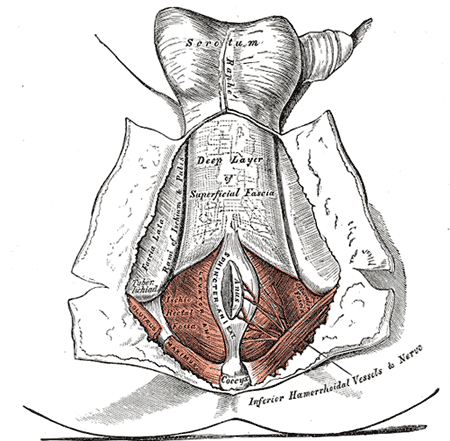
Periné. El integumento y la capa superficial de la fascia superficial (fascia de Camper o panículo adiposo del tejido subcutáneo del abdomen) han sido apartados.